# Підзамочківський замок
Підзамочок-замок — фортифікаційна споруда бастіонного типу, пам'ятка архітектури національного значення. Розташований на плоскогір'ї на стрімкому лівому березі річки Стрипа на західній околиці села Підзамочок Бучацького району Тернопільської області, на північ від міста Бучача. Входить до складу Національного заповідника «Замки Тернопілля».

## Історія
В. Бойко і В. Парацій вказували, що замок заклали в 1600 році за сприяння власника навколишніх сіл Яна Кшиштофа Бучацького (Творовського), про що свідчить збережений напис над головною в'їзною брамою замку. На думку Михайла Станкевича, замок збудований 1600 року Яном Збожним Бучацьким, про що свідчить збережений напис над головною в'їзною брамою. О. Оконченко припускає, що замок міг існувати тут раніше, а дату (1600) можна пов'язувати лише зі зведенням бастіонного оборонного периметра.
З 1676 року замок зруйнували частини турецько-татарського війська під проводом Ібраґіма Шайтана; відтоді як оборонну споруду його не використовували; частково переобладнували під житло. До 1780-х замок належав Миколі Василю Потоцькому. З утвердженням австрійської адміністрації 1772 р. замок залишено напризволяще. XIX ст. при замку працювала папірня; стіни фортеці розбирали на будівельний матеріал.

## Опис
Оборонний комплекс нерегулярний у плані, чотирикутний (близький до трапеції) зі звуженням до північного боку, при якому збудовано 2-поверховий палац, обмежений двома п'ятикутними баштами. В'їзд — у південній оборонній стіні (куртині), що також фланкована з двома наріжними вежами. Донині збереглися високі мури, масивна арка південного в'їзду; є залишки веж, земельного валу, руїни приміщень. Над порталом в'їзної брами частково збереглись таблиця з написом латиною (Sustine et abstine, один із варіантів перекладу — терпи і пануй над собою) та скульптурний герб засновників замку.

## Свято замку
4 жовтня 2015 року на території замку відбувся фестиваль «Свято в старому замку». Представники духовенства відслужили молебень за мир і спокій в Україні, Хвилиною мовчання вшанували бійців, які загинули на сході України. Відбулась презентація туристичних фірм та агенцій області, демонстрували показові виступи лицарського клубу «Збаразька дружина». У концертній програмі брали участь учасники художньої самодіяльности Тернопільщини та Бучаччини, опісля відбувся гала-концерт зірок естради Тернопілля.

## Цікаво, що
Весною 1976 року на замку (також і в Бучачі) фільмували епізоди кінокартини «Карпати, Карпати» — заключну частину трилогії «Дума про Ковпака» — про Карпатський рейд з'єднання Ковпака влітку 1943 року.